# Diocesi di Gisipa
La diocesi di Gisipa (in latino Dioecesis Gisipensis) è una sede soppressa e sede titolare della Chiesa cattolica.

## Storia
Gisipa, nell'odierna Tunisia, è un'antica sede episcopale della provincia romana dell'Africa Proconsolare, suffraganea dell'arcidiocesi di Cartagine.
Resta sconosciuta l'identificazione di Gisipa (Gisipam), benché sia certo che fosse nella provincia Proconsolare. Le fonti menzionano quattro vescovi. Il cattolico Gennaro intervenne alla conferenza di Cartagine del 411, che vide riuniti assieme i vescovi cattolici e donatisti dell'Africa romana; in quell'occasione la sede non aveva vescovi donatisti. Carissimo prese parte al sinodo riunito a Cartagine dal re vandalo Unerico nel 484, in seguito al quale venne esiliato. Redento e Melloso infine intervennero rispettivamente al concilio cartaginese del 525 e a quello antimonotelita del 646.
Dal 1933 Gisipa è annoverata tra le sedi vescovili titolari della Chiesa cattolica; dal 17 luglio 2019 il vescovo titolare è Vitorino José Pereira Soares, vescovo ausiliare di Porto.

## Cronotassi

### Vescovi
- Gennaro † (menzionato nel 411)
- Carissimo † (menzionato nel 484)
- Redento † (menzionato nel 525)
- Melloso † (menzionato nel 646)

### Vescovi titolari
- Basil Salvador Theodore Peres † (3 luglio 1952 - 4 gennaio 1956 succeduto vescovo di Mangalore)
- Pablo Correa León † (10 novembre 1956 - 22 luglio 1959 nominato vescovo di Cúcuta)
- Pierre-Marie-Henri-Baptiste Rougé † (8 novembre 1959 - 20 giugno 1963 succeduto vescovo di Nîmes)
- Paul Nguyen-Ðình Nhiên † (5 febbraio 1963 - 24 marzo 1969 deceduto)
- Diego Rafael Padrón Sánchez (4 aprile 1990 - 7 maggio 1994 nominato vescovo di Maturín)
- Gerald Michael Barbarito (28 giugno 1994 - 26 ottobre 1999 nominato vescovo di Ogdensburg)
- Arnold Orowae † (14 dicembre 1999 - 19 ottobre 2004 nominato vescovo coadiutore di Wabag)
- Eduardo Pinheiro da Silva, S.D.B. (2 marzo 2005 - 22 aprile 2015 nominato vescovo di Jaboticabal)
- Dennis Cabanada Villarojo (3 luglio 2015 - 14 maggio 2019 nominato vescovo di Malolos)
- Vitorino José Pereira Soares, dal 17 luglio 2019